# 8684 Reichwein
8684 Reichwein (1992 FO3) là một tiểu hành tinh vành đai chính được phát hiện ngày 30 tháng 3 năm 1992 bởi F. Borngen ở Tautenburg.